# Пентазол
Пентазо́л — ароматическая пятичленная система, состоящая из 5 атомов азота. Несмотря на отсутствие атомов углерода, эта система исторически традиционно рассматривалась в химии органических гетероциклических соединений в ряду из пятичленных колец с числом атомов азота n от одного до пяти: пиррол (n=1), пиразол и имидазол (n=2), триазолы (n=3), тетразол (n=4) и пентазол (n=5). В свободном виде не получен, известны только продукты замещения водорода на ароматические группы.

## Соли пентазола
В 2017 году была опубликована статья о том, что китайские ученые смогли получить гидратированные формы солей, содержащих пентазолат-анион N5− и катион магния, натрия, железа, марганца, кобальта или аммония. Полученные соединения оказались необычно устойчивыми.

## Ароматические производные пентазола (арилпентазолы)

### Получение
Получают взаимодействием солей диазония с азидами металлов при низких температурах.

### Устойчивость
Все известные производные малоустойчивы и при нагревании отщепляют азот с образованием арилазидов. Устойчивость возрастает с введением электродонорных заместителей в углеродное ароматическое кольцо. Незамещенный фенилпентазол разлагается при 0 °C, 4-диметиламинофенилпентазол — при 50 °C.